# Liste der höchsten Bauwerke in Düsseldorf
Die Liste der höchsten Bauwerke in Düsseldorf enthält alle Bauwerke (etwa Kirchengebäude, Kamine oder Funktürme), die in Düsseldorf stehen oder standen und eine Höhe von mindestens 75 Metern erreichen. Die Liste ist möglicherweise unvollständig oder unkorrekt.
| Name                                            | Konstruktionstyp                    | Jahr der Fertigstellung | Höhe     | Bemerkungen |  |
| ----------------------------------------------- | ----------------------------------- | ----------------------- | -------- | --- |  |
| Rheinturm                                       | Betonturm                           | 1981                    | 234,2 m  | |  |
| Kamin Kraftwerk Lausward                        | Kamin                               |                         | 150 m    | |  |
| Kamin F02 der Henkel-Werke, Düsseldorf          | Kamin                               |                         | 149,59 m | |  |
| Fleher Brücke                                   | Brückenpylon einer Schrägseilbrücke | 1979                    | 146,47 m | |  |
| ARAG-Tower                                      | Hochhaus                            | 2000                    | 124,88 m | |  |
| LVA-Hauptgebäude                                | Hochhaus                            | 1976                    | 122,7 m  | |  |
| Rheinkniebrücke                                 | Brückenpylon einer Schrägseilbrücke | 1969                    | 114,1 m  | |  |
| VICTORIA-Haus                                   | Hochhaus                            | 1998                    | 109,8 m  | |  |
| Oberkasseler Brücke                             | Brückenpylon einer Schrägseilbrücke | 1976                    | 104 m    | |  |
| Herz-Jesu-Kirche Derendorf                      | katholische Kirche                  | 1907                    | 102 m    | Spitze am 17. Mai 1945 durch einen Tornado zerstört, heutige Höhe 56,43 Meter                                    |  |
| Kamin der Müllverbrennungsanlage Flingern       | Kamin                               | 1964                    | 100 m    | |  |
| Vodafone-Turm & Bauteil A                       | Hochhaus                            | 2012                    | 98 m     | |  |
| Vodafone-Hochhaus                               | Hochhaus                            | 1955                    | 95 m     | auch als Mannesmannhochhaus bezeichnet                                                                           |  |
| Dreischeibenhaus                                | Hochhaus                            | 1960                    | 94,78 m  | |  |
| GAP 15                                          | Hochhaus                            | 2005                    | 90 m     | |  |
| Rhein-Freileitungskreuzung Düsseldorf, Reisholz | Stahlfachwerkturm                   | 1917                    | 88 m     | 2 baugleiche Masten, unter dem Mast am rechten Rheinufer verläuft das Anschlussgleis des Umspannwerks Holthausen |  |
| Johanneskirche (Düsseldorf)                     | evangelische Kirche                 | 1881                    | 87,3 m   | |  |
| Sky Office                                      | Hochhaus                            | 2009                    | 87 m     | |  |
| Stadttor (Düsseldorf)                           | Hochhaus                            | 1998                    | 84 m     | |  |
| DFS Tower                                       | Betonturm                           | 2002                    | 84 m     | Flughafen-Kontrollturm                                                                                           |  |
| Sankt Suitbertus                                | katholische Kirche                  | 1927                    | 80,23 m  | |  |
| Sankt Peter                                     | katholische Kirche                  | 1898                    | 80 m     | |  |
| SIGN!                                           | Hochhaus                            | 2010                    | 76 m     | |  |